# آل خريص (نهم)

تعديل مصدري - تعديل

آل خريص هي إحدى قرى عزلة عيال غفير بمديرية نهم التابعة لمحافظة صنعاء، بلغ تعداد سكانها 436 نسمة حسب تعداد اليمن لعام 2004.